# Erzgebirgskrimi – Der Tote im Stollen
Der Tote im Stollen ist ein deutscher Fernsehfilm von Ulrich Zrenner aus dem Jahr 2019. Es handelt sich um den Pilotfilm der ZDF-Kriminalfilmreihe Erzgebirgskrimi mit Stephan Luca und Lara Mandoki in den Hauptrollen der Ermittler. Zum Team gehören außerdem eine von Adina Vetter verkörperte Pathologin und ein von Adrian Topol gespielter Spurensicherer. Die Haupt-Gastrollen des Films sind mit Teresa Weißbach, Andreas Schmidt-Schaller, Christian Grashof, Katrin Bühring, Hansjürgen Hürrig und Caro Cult besetzt.
Zum Start der Reihe erläuterten die Produzenten Clemens Schaeffer und Gabriele Jung: „Das Erzgebirge steht im Zentrum unserer neuen Krimireihe, spielt sozusagen eine Hauptrolle. Die Themen, die wir hier erzählen sind gleichzeitig heimatverbunden und universell. Die Region ist durch den jahrhundertelangen Bergbau geprägt. Es gibt eine große Traditionsverbundenheit, aber auch eine hohe Affinität zur modernen Ingenieurskunst. Die Menschen sind gastfreundlich, aber auch skeptisch. Diese Herzlichkeit, den Erfindungsreichtum und die Bodenständigkeit wollen wir in unseren Geschichten erzählen. Das macht die Fälle unserer Kommissare besonders und authentisch zugleich.“

## Handlung
Die Försterin Saskia Bergelt findet in einem alten Bergwerksstollen bei Schwarzenberg im Erzgebirge die Leiche des Professors Dr. Hellmann, der für den Lehrbereich Bergbau an der Universität in Freiberg verantwortlich war. Hellmann war zu Forschungszwecken oft unterwegs, zuletzt hat er das Lithium-Vorkommen im Erzgebirge überprüft. Kriminalhauptkommissar Ralf Adam und seine neue Assistentin Kriminalkommissarin Karina Szabo werden zum Tatort gerufen und nehmen die Ermittlungen auf, indem sie erst einmal das Umfeld des Opfers beleuchten. Beruflich hatte er nicht das beste Verhältnis zu seinem Kollegen Dr. Winkler, der Hellmann bezichtigt, Ideen und Forschungsergebnisse, die auf ihn zurückgehen würden, für seine eigenen ausgegeben zu haben. Neben Winkler steht auch die Ehefrau des Toten unter Verdacht, die möglicherweise weiß, dass Hellmann eine Geliebte hatte, was ein sehr klassisches Mordmotiv wäre. Nachdem die Pathologin, unter Einbeziehung der Temperaturen im Stollen, zu einer Änderung der voraussichtlichen Tatzeit kommt, bricht auch das sicher geglaubte Alibi von Winkler und Hellmanns Ehefrau in sich zusammen.
Kommissar Adam, der bei seinen Ermittlungen eng mit der Försterin Saskia Bergelt und deren Vater zusammenarbeitet, hat in dem Wilderer Johannes Borchert eventuell einen Zeugen. Er war am Tattag im Wald unterwegs und ist möglicherweise dem Täter begegnet, da er von Bergelt in der Nähe des Stollens gesehen wurde. Leider hüllt sich Borchert diesbezüglich in Schweigen, denn offensichtlich wurde er eingeschüchtert. Auch von Hellmanns Geliebter, Jennifer Lenitz, können Adam und Szabo nichts für den Fall Relevantes erfahren, denn angeblich hatten beide nur Spaß miteinander. Szabo spürt jedoch, dass die junge Frau noch etwas verheimlicht. Sie ist nicht nur Studentin an der Freiberger Uni, sondern auch die Angestellte des Ladenbesitzers Erich Fichtner. Dieser arbeitete zu DDR-Zeiten bei der „Wismut“ als Bergmann, wo seinerzeit das tödliche Uranerz gefördert wurde. Unerwartet hat sie plötzlich selbst einen tödlichen Unfall mit dem Auto und die Ermittler fragen sich, ob es hier einen Zusammenhang zu dem Mord an Hellmann gibt. Adam findet auch schon bald einen Hinweise darauf, dass der Unfall nicht rein zufällig passiert ist.
Adam und Szabo finden heraus, dass Hellmann äußerst wertvolle Unterlagen über Vorkommen von Bodenschätzen an die Bergwerksnachfolgegesellschaft der „Wismut“ verkaufen wollte. Diese sind seit einiger Zeit aus dem Archiv der Freiberger Universität verschwunden. Da Erich Fichtner hier nach seiner aktiven Zeit als Bergmann gearbeitet hatte, vermuten die Ermittler, dass er sie gestohlen haben könnte. Hellmann war dahintergekommen und hat sich womöglich über seine Freundin Jennifer die Schatzkarte von Fichtner zurückgeholt. Adam und Szabo stellen Fichtner eine Falle, um Gewissheit hinsichtlich ihrer Theorie zu bekommen. Tatsächlich räumt Fichtner ein, die Karte seinerzeit an sich genommen zu haben, angeblich damit sie nicht in falsche Hände käme. Er habe sie aber nicht, wie Hellmann, zu Geld machen wollen, sondern seine Heimat vor einem erneuten Raubbau an der Natur bewahren. Die Menschen und die Natur hätten sich jetzt, nach 30 Jahren, gerade erst von den Bergwerksschäden erholt und dies habe keinesfalls wieder zunichtegemacht werden sollen. Im Streit darüber habe er Hellmann im Affekt erschlagen. Jennifer Lenitz, die von seinem Treffen mit Hellmann gewusst habe, habe ihn erpressen wollen. Daher habe er auch sie getötet. Fichtner wird festgenommen und Adam gibt die „Schatzkarte“ im Bergbauarchiv ab.

## Dreharbeiten, Produktionsnotizen

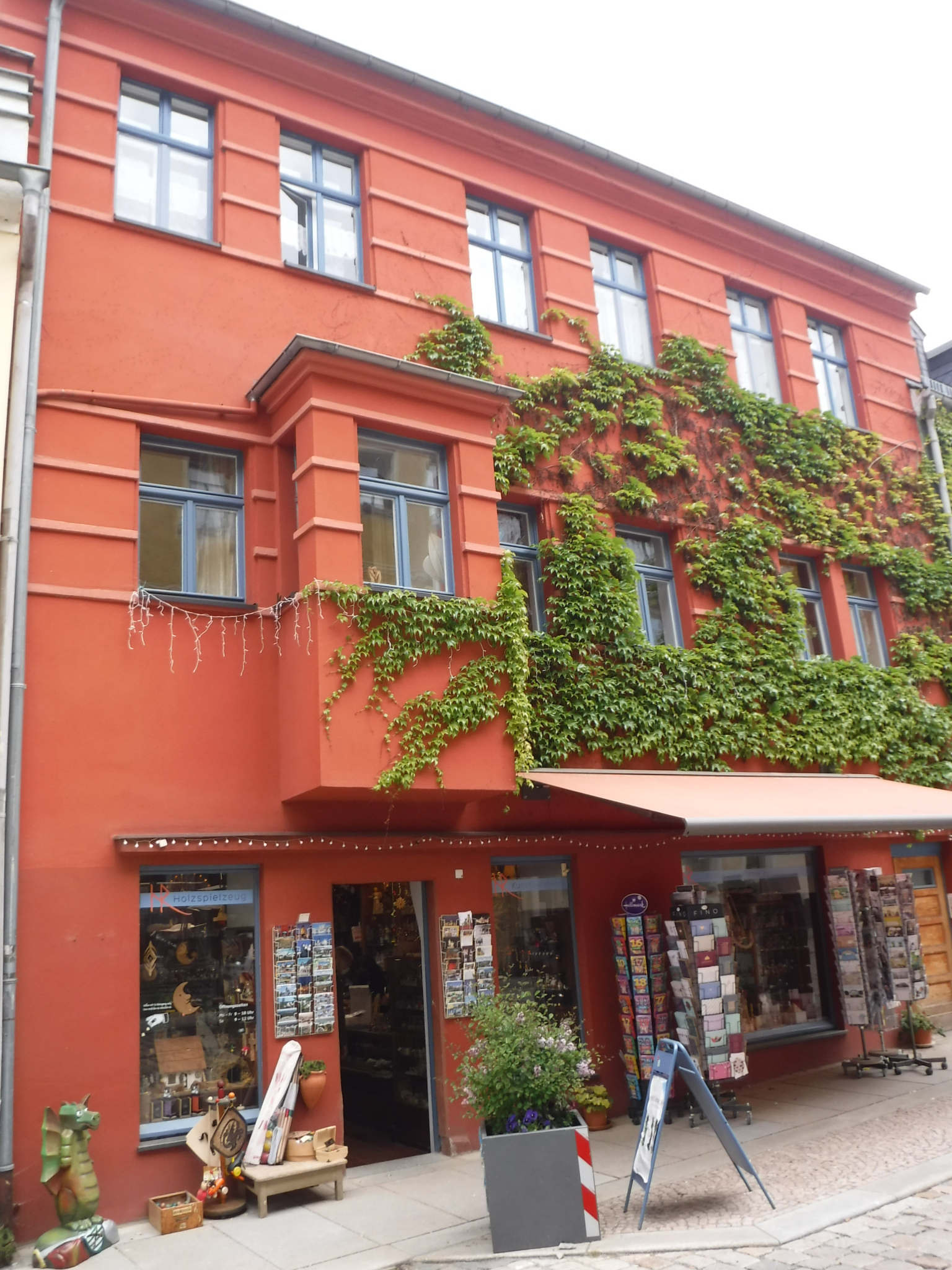
Drehort war u. a. der Laden des Holzbildhauers Hartmut Rademann in der Oberen Schloßstraße 3 in Schwarzenberg

Die Filmaufnahmen entstanden im Zeitraum 23. Oktober bis 22. November 2018 in Freiberg und in Schwarzenberg am Schloss Schwarzenberg sowie der weiteren Umgebung. Im Soundtrack des Films sind die Songs Death Row von Chris Stapleton und Lay Lady Lay von Bob Dylan zu hören.

## Rezeption

### Veröffentlichung, Einschaltquote
Die Erstausstrahlung von Tod im Stollen am 9. November 2019 im ZDF erreichte 6,21 Millionen Zuschauer und einen Marktanteil von 20,8 Prozent.

### Kritiken
Auf der Seite tittelbach.tv gab Tilmann P. Gangloff dem Film vier von sechs möglichen Sternen und lobte: „Das Erzgebirge mit seiner viele Jahrhunderte alten Bergbautradition und seinem enormen Reichtum an Sagen und Legenden ist ein reizvoller Schauplatz für die neue Krimireihe, mit der das ZDF an seine ‚Crime and Nature‘-Tradition anknüpft. Ähnlich sehenswert wie die eindrucksvolle Landschaft ist das Ensemble dieses ersten ‚Erzgebirgekrimis‘ (NFP): Stephan Luca und Lara Mandoki sind ein interessantes Gespann; auch die weiteren Rollen sind reizvoll und namhaft besetzt. Die angebotenen Verdachtsmomente mögen den üblichen Zutaten entsprechen, aber die Handlung schlägt genügend Haken, um fesselnd zu bleiben.“
Tilmann P. Gangloff wertete den Film auch für die Frankfurter Rundschau aus und merkte kritisch an: „Leider hält [sic] Inszenierung nicht ganz, was die Geschichte verspricht. Ausgesprochen einfallslos sind beispielsweise die vielen Kameraflüge, die praktisch jede Autofahrt begleiten und viele Szenenwechsel einleiten.“ […] „Immerhin setzt Kameramann Andreas Doub, der in den Filmen von Hannu Salonen regelmäßig für besondere Bilder gesorgt hat, optische Akzente; gerade das Licht in den Nachtaufnahmen ist mit großer Sorgfalt gestaltet. Sehr gelungen ist auch der sympathische Tonfall des Films: ‚Der Tote im Stollen‘ ist zwar keine Komödie, aber viele Wortwechsel sind ziemlich amüsant.“
Bei Quotenmeter.de urteilte Sidney Schering: Bei Zrenners „‚Locker lassen, Spannung wieder anziehen‘-Wechselspiel“, das er beherrsche, blicke man „wohlwollend darüber hinweg“, dass „‚Ein uneingespieltes Städter-Team muss erstmals groß auf dem Land ermitteln‘ nicht gerade der frischeste Aufhänger ist.“ Doch „von ein paar Färbungen abgesehen geht der ‚Erzgebirgskrimi‘ auf unverbrauchte Weise an das Material heran, lässt Luca und Mandoki als Ralf Adam und Karina Szabo mit unaufdringlichen Stadt-Land-Differenzen umgehen und schöpft mehr Witz sowie Dramatik aus den jeweiligen Unangepasstheiten der Figuren als aus groben Klischees.“
Wolfgang Platzeck von der WAZ schrieb: „Klug und wohldosiert greifen Leo P. Ard, […] und Co-Autor Rainer Jahreis in die Schatztruhe sächsischer Geschichten und Möglichkeiten. Die spannende Krimihandlung bleibt dabei jederzeit realistisch und gleitet selbst da, wo Legenden (die ‚Weiße Frau‘) ins Spiel kommen, nie in Mystery-Gefilde ab. Auch der Dialog-Witz kommt nicht zu kurz, der hier kein aufgepfropftes Konstrukt ist, sondern allein aus lakonischer Schlagfertigkeit rührt.“
Die Kritiker der Fernsehzeitschrift TV Spielfilm gaben für Humor, Anspruch und Action je einen von drei möglichen Punkten, für Spannung zwei sowie die bestmögliche Wertung „Daumen nach oben“. Zusammenfassend hieß es: „Erzgebirge – das wird immer wieder so überdeutlich betont, dass es unfreiwillig zum Running Gag wird. Ehrlich witzig sind hingegen die flotten, sarkastischen Sprüche der jungen Kommissarin Szabo.“ Fazit: „Erfrischend flotte Gags in gepflegtem Krimi.“